# Picea glehnii
Picea glehnii là một loài thực vật hạt trần trong họ Thông. Loài này được (F.Schmidt) Mast. miêu tả khoa học đầu tiên năm 1880.